# (645) Agrippina
(645) Agrippina – planetoida należąca do zewnętrznej części pasa głównego asteroid okrążająca Słońce w ciągu 5 lat i 269 dni w średniej odległości 3,2 j.a. Została odkryta 13 września 1907 roku w Taunton (Massachusetts) przez Joela Metcalfa. Nazwa planetoidy pochodzi od Agrypiny, żony Germanika a matki Kaliguli. Przed jej nadaniem planetoida nosiła oznaczenie tymczasowe (645) 1907 AG.